# 가로우: 마크 오브 더 울브스
《가로우: 마크 오브 더 울브스》(餓狼 Mark of the Wolves, 약칭: MOW, MOTW)는 SNK가 제작한 아케이드 대전 격투 게임이다. 《아랑전설》 시리즈 여덟 번째 작품으로, 1999년 11월 26일 네오지오 플랫폼으로 최초 출시됐다. 기스 하워드의 사망 후 10년이 지난 현대의 사우스타운이 무대로, 시리즈 주인공 테리 보가드를 제외한 이전작 출연진이 전부 교체돼 완전히 새로운 등장인물으로 구성되어있으며, 그에 맞춰 게임플레이도 '라인 시스템' 삭제를 비롯한 수많은 개량을 거친 격투 체제로 무장했다.
아케이드로 발매된 후 가정용 네오지오 콘솔과 세가 드림캐스트로 이식판이 각각 2000년, 2001년에 출시됐다. 2005년에는 플레이스테이션 2판이 일본서 발매됐고, 2009년에는 온라인 대전이 지원되는 엑스박스 라이브 아케이드 플랫폼으로 이식됐다. 그 후 엑스박스 원, 플레이스테이션 4, 마이크로소프트 윈도우를 비롯한 각종 디지털 플랫폼으로 재발매됐다.

## 줄거리
전작 《리얼 바웃 아랑전설》에서 범죄조직의 두목 기스 하워드가 사망한 지 10년 후, 그의 손아귀에서 벗어나 안정을 되찾은 미국 가상의 도시 세컨드 사우스타운(뉴욕)이 게임의 주무대이다. 그러나 어느 날, 평화롭던 사우스타운에서 '킹 오브 파이터즈' 격투 대회가 다시 개최된다. 주최자의 정체나 의도가 밝혀지지 않은 채 우려가 고조되는 가운데, 소문을 듣고 찾아온 각지의 격투가들이 모여 다시금 피말리는 싸움이 벌어지려 한다.

### 등장인물
- 록 하워드: 《가로우》의 주인공으로, 아버지 기스 하워드로부터 버림받은 후 테리 보가드의 밑에서 자랐다. 그의 격투 스타일은 테리와 기스 둘 다에게 영향을 받아, 공격과 방어기술을 고루 갖춘 표준형 캐릭터이다.
- 테리 보가드: 《아랑전설》 시리즈의 전 주인공으로, 이전 게임 출연진 중에선 유일하게 다시 등장한 인물이다. 기스 하워드와의 마지막 싸움에서 혼자 살아남은 후, 그의 아들 록 하워드를 만나 그를 수제자로 받아들여 같이 살았다. 나이를 먹은 만큼 외형도 현저히 변해, 그를 상징하던 포니테일을 짧게 자르고 갈색 플라이트 재킷을 입었다.
- 김동환: 태권도 사범 김갑환의 첫째 아들. 코시안 체질 덕에 태권도에 매우 뛰어난 자질을 보이지만, 게으른 천성과 건방진 성격 때문에 아버지와 동생 김재훈과 다툼이 잦다. 화려한 기술을 구사하고 공중기술에 치중한 격투 스타일이다.
- 김재훈: 김갑환의 둘째 아들. 코시안처럼 정의를 위해 힘쓰는 모범적인 인물이다. 격투 스타일은 지상공격에 치중돼있다.
- 가토: 항상 강한 자를 찾아니며 싸움을 거는 호전적인 권법가. 그의 과거는 아무도 모르는 수수께끼로, 호타루가 자신의 가족이라 생각하며 쫓아다니지만 가토는 이를 부정한다.
- 후타바 호타루: 마음은 여리지만 격투에 소질이 있는 중국 권법 사용자. 어느 날 어머니의 사망과 동시에 아버지와 오빠 모두 흔적없이 사라지자, 애완동물 검은담비만을 데리고 그들을 찾기위해 여행한다. 가토를 자신의 오빠라고 확신하고 있다.
- 마르코 로드리게즈: 사카자키 료에게 수련을 받은 극한류 가라데 고수로, 브라질에 도장을 열고 그의 무술을 증명하기 위해 대회에 참가했다. 《용호의 권》에서 사카자키 료가 쓴 기술 대부분을 물려받았다. 서양판에선 쿠시누드 버트(Khushnood Butt)라는 이름을 사용한다.
- B. 제니: 현대의 해적단 '릴리안 나이츠'를 이끄는 두목으로, 대회 주최자의 보물을 노릴 계획이 있다. 바람을 이용한 원거리 공격으로 상대방을 제압하는 것이 격투 스타일이다.
- 호쿠토마루: 야생에서 앤디 보가드에게 수련을 받은 꼬마 닌자. 작은 몸과 매우 빠른 스피드를 이용해 상대를 교란하는 것이 특징이다.
- 그리폰 마스크: 아이들로부터 영웅으로 떠받히는 프로레슬러. 항상 독수리 가면을 쓴다.
- 케빈 라이언: 세컨드 사우스타운의 경찰관으로, 그가 데리고 사는 양아들 마키와 같이 다닌다. 자신의 동료였던 마키의 아버지를 죽인 살인범을 찾고있다. 삼보를 사용한 격투 스타일을 갖추고 있다.
- 프리맨: 대회에 돌연히 참가한 연쇄살인마로, 영국 출신인 걸 제외하면 그에 대해 아는 사람은 없다. 케빈의 동료를 포함한 수많은 이들을 살해해서 국제적으로 경찰에게 추격받고 있다.
- 그랜트: 카인의 경호원이자 죽마고우. 심장에 맞은 총알 때문에 하루하루를 마지막처럼 생각하며 목숨을 걸고 전투를 한다.
- 카인 R. 하인라인: '킹 오브 파이터즈' 대회를 부활시킨 장본인. 실은 록 하워드의 삼촌(기스의 아내 마리 하워드의 남동생이다)으로, 이 대회를 통해 세컨드 사우스타운을 지배할 기반을 마련하고자 한다.

## 평가
| 통합 점수   | 통합 점수                |
| 통합사      | 점수                     |
| ----------- | ------------------------ |
| 게임랭킹스  | SDC: 89% X360: 77%       |
| 메타크리틱  | SDC: 86/100 X360: 77/100 |
| 평론 점수   |                          |
| 평론사      | 점수                     |
| EGM         | 8 out of 10              |
| 게임스팟    | 8.5 out of 10            |
| IGN         | 9 out of a 10            |
| TouchArcade | iOS:                     |

| 수상   | 수상                                |
| 평론사 | 수상                                |
| ------ | ----------------------------------- |
|        | Best Fighting Game (GameSpot, 2001) |